# The Panic Channel
The Panic Channel fue una banda estadounidense de post-hardcore formada en Los Ángeles, California, en 2004, tras la tercera separación del grupo Jane's Addiction.
Estaba compuesta por el vocalista Steve Isaacs, exmiembro de Skycycle, y tres integrantes de Jane's Addiction: el guitarrista Dave Navarro, el bajista Chris Chaney y el baterista Stephen Perkins. En 2006 lanzaron un álbum de estudio, titulado (ONe), y en 2007 entró en una pausa indefinida.

## Biografía
Formada tras la separación de Jane's Addiction a principios de 2004, The Panic Channel incluye a Dave Navarro, Stephen Perkins y Chris Chaney, todos de Jane's Addiction, y a Steve Isaacs, antes en Skycyle. El nombre de la banda se refiere al estado de pánico inducido por los media así como a "canalizar la energía de dentro y fuera de la habitación cuando creamos estas canciones... nos gusta pensar en crear música como una forma de canalizar el pánico en algo tangible", como dijo el propio Navarro.
El álbum de debut de la banda, (ONe), fue puesto a la venta el 15 de agosto de 2006 por Capitol Records. De acuerdo con la web oficial de la banda, el título del álbum se refiere a numerosos aspectos de la banda: el primero, que se trata del primer disco de la banda; el segundo, que el Canal Del Pánico se encuentra ON; y el tercero, que "no hay nada más que UNO, espiritualmente hablando". También siguiendo lo que se dice en su web, los paréntesis representan todo concebido como un conjunto en esta "época de pánico".
Actualmente la banda ha puesto a la venta dos singles, uno en la radio que se titula "Why Cry" y otro a través de Internet, "Teahouse of the Spirits". Ambas canciones, al igual que "She Won't Last" y "Bloody Mary" pueden escucharse en la página de la banda en Myspace.
El 6 de septiembre de 2006 se anunció en CBS Rock Star que la banda se embarcará en un tour por 28 ciudades junto a la banda Supernova.

## Miembros
- Steve Isaacs – Voces y guitarra rítmica
- Dave Navarro – Guitarra principal
- Chris Chaney – Bajo
- Stephen Perkins – Batería